# Jeong Dong-won
Jeong Dong-won (정동원), né le 19 mars 2007 dans le district de Hadong, est chanteur sud-coréen de trot. Il poursuit également une carrière dans la k-pop à travers son alias JD1.

## Biographie
En 2018, à l'âge de 11 ans, il participe à Korea Sings et y remporte le Prix d'excellence. En 2020, à l'âge de 13 ans, il termine cinquième de l'émission Mr. Trot (qui est un énorme succès d'audience en Corée du Sud).

## Discographie
En tant que Jeong Dong-won
- 2021 : My Favorite (single)
- 2021 : The Giving Tree (album)
- 2022 : Handwritten Letter (EP)
- 2022 : Man (EP)
- 2023 : Collection of props Vol.1 (EP)

En tant que JD1
- 2024 : Who Am I (single)
- 2024 : Error 405 (single)
- 2024 : I Like That (single, sur la bande originale de Miss Night and Day)
- 2024 : Be Responsible (single)